# Valtioneuvos
Valtioneuvos (finnisch) oder statsråd (schwedisch, beide wörtlich „Staatsrat“) ist ein finnischer Ehrentitel, der vom Präsidenten der Republik Finnland an Staatsmänner und -frauen vergeben wird. Er ist der höchste Titel der Republik Finnland.
Die ehemaligen Ministerpräsidenten Rafael Paasio, Kalevi Sorsa und Paavo Lipponen lehnten die Auszeichnung ab. Lipponen kommentierte, dass niemand außerhalb Finnlands weiß, was der Staatsrat sei und ihm der Titel ehemaliger Ministerpräsident ausreiche.

## Name
Die Finnische Staatskanzlei empfiehlt die Namen der Ehrentitel nicht in andere Sprachen zu übersetzen, sondern einen der beiden originalsprachlichen Namen auch beim Gebrauch des Titels im Ausland zu verwenden, ggf. mit der zusätzlichen Erklärung „finnischer Ehrentitel“.
 

„Staatsrat“ ist die wörtliche Übersetzung der Originalbezeichnung valtioneuvos bzw. statsråd. Im verfassungsgemäß zweisprachigen Finnland haben in der Regel alle offiziellen Namen, Titel und dergleichen sowohl eine finnische als auch eine schwedische Form. Beide Amtssprachen sind laut Finnischer Verfassung gleichberechtigt. 

## Träger
| Bild | Träger (Lebensdaten)            | Verleihungsjahr | Verliehen durch (Präsident der Republik) | Ämter | Partei                                             |
| ---- | ------------------------------- | --------------- | ---------------------------------------- | --- | -------------------------------------------------- |
|      | J. K. Paasikivi (1870–1956)     | 1930            | Lauri Kristian Relander                  | Ministerpräsident, Parlamentsabgeordneter und Präsident (Nach Erhalt des Titels Staatsrat arbeitete Paasikivi u. a. zweimal als Ministerpräsident (1944–1946) und als Präsident (1946–1956): der in einer direkten Volkswahl erlangte Ehrentitel des Präsidenten ist höher als der des Staatsrates) | Finnische Partei und Nationale Sammlungspartei     |
|      | E. N. Setälä (1864–1935)        | 1934            | P. E. Svinhufvud                         | Minister und Parlamentsabgeordneter | Jungfinnische Partei und Nationale Sammlungspartei |
|      | E. Y. Pehkonen (1882–1949)      | 1948            | J. K. Paasikivi                          | Minister und Parlamentsabgeordneter | Zentrumspartei                                     |
|      | K.-A. Fagerholm (1901–1984)     | 1969            | Urho Kekkonen                            | Parlamentspräsident und Ministerpräsident | Sozialdemokratische Partei                         |
|      | Martti Miettunen (1907–2002)    | 1977            | Urho Kekkonen                            | Parlamentspräsident und Ministerpräsident | Zentrumspartei                                     |
|      | Johannes Virolainen (1914–2000) | 1989            | Mauno Koivisto                           | Parlamentspräsident, Ministerpräsident und Parlamentsabgeordneter | Zentrumspartei                                     |
|      | Harri Holkeri (1937–2011)       | 1998            | Martti Ahtisaari                         | Ministerpräsident und Parlamentsabgeordneter | Nationale Sammlungspartei                          |
|      | Riitta Uosukainen (* 1942)      | 2004            | Tarja Halonen                            | Parlamentspräsidentin, Ministerin und Parlamentsabgeordnete | Nationale Sammlungspartei                          |